# Pezocatantops lobipennis
Pezocatantops lobipennis är en insektsart som först beskrevs av Sjöstedt 1933.  Pezocatantops lobipennis ingår i släktet Pezocatantops och familjen gräshoppor. Inga underarter finns listade i Catalogue of Life.